# اسنژنوگورسک، اوبلاست مورمانسک
شهر اسنژنوگورسک، اوبلاست مورمانسک (به روسی: Снежногорск) در کشور روسیه و در اوبلاست مورمانسک واقع شده‌است.